# Jörgen Weibull (nationalekonom)
Jörgen Waloddi Weibull, född 3 december 1948, är en svensk matematiker och nationalekonom, medlem av släkten Weibull.
Weibull studerade vid Kungl. Tekniska högskolan (KTH), där han 1972 blev civilingenjör i teknisk fysik, och vid Stockholms universitet. 1978 disputerade han i tillämpad matematik vid KTH, och blev 1984 docent i samma ämne. 1988 blev han docent i nationalekonomi vid Stockholms universitet. 
Sedan 1995 innehar han A O Wallenbergs professur i nationalekonomi och bankvetenskap vid Handelshögskolan i Stockholm. A O Wallenbergs professur i nationalekonomi och bankvetenskap är Handelshögskolans äldsta donationsprofessur och inrättades 1917 genom en donation från Knut och Alice Wallenbergs stiftelse, på initiativ av Knut Agathon Wallenberg, Handelshögskolan i Stockholms grundare.
Weibull är sedan 1999 ledamot av Kungliga Vetenskapsakademien. Han var ledamot av Kommittén för Sveriges Riksbanks pris i ekonomisk vetenskap till Alfred Nobels minne 1999–2007, och kommitténs ordförande 2005–2007.